# 葉睿晨
葉睿晨（Yap Rui Chen，1996年3月29日—），馬來西亞女子羽毛球運動員。

## 簡歷
葉睿晨生於麻坡羽球世家，爺爺葉明桐、父親葉錦興和母親鄭慧芳都是羽球教練，六叔則是前馬來西亞國家隊總教練葉錦福；兩個弟弟葉睿慶和葉睿奕都有打球。在家族的薰陶下，葉睿晨6歲就開始接觸羽球，7歲就代表縣參賽，起初是參加雙打為主，她其後進入武吉加里爾體育學校，及至2013年12月加入國家后備隊。
2016年10月，葉睿晨出戰匈牙利羽毛球國際賽女子單打項目，在決賽中以3-1的成績（14-12、11-5、6-11、11-8）擊敗了丹麥選手索菲·霍尔姆伯·达尔，奪得個人生涯中首個國際賽冠軍。
2017年8月，葉睿晨參加蘇格蘭格拉斯哥舉行的世界羽毛球錦標賽，出戰女子單打項目。她在首圈以2-0擊敗澳洲選手陳煊渝晉級，但在第二圈就以0比2（12-21、7-21）不敵8號種子、泰國的拉差诺·因达农出局。

## 主要比賽成績
只列出曾進入準決賽的國際賽事成績：
| 年份   | 賽事                         | 公開賽級別 | 項目     | 拍檔       | 成績   |
| ------ | ---------------------------- | ---------- | -------- | ---------- | ------ |
| 2014年 | 孟加拉羽毛球國際挑戰賽       | 國際挑戰賽 | 女子單打 | －         | 亞軍   |
| 2016年 | 匈牙利羽毛球國際賽           | 國際系列賽 | 女子單打 | －         | 冠軍   |
| 2016年 | 挪威羽毛球國際賽             | 國際系列賽 | 女子單打 | －         | 冠軍   |
| 2017年 | 世界大學運動會羽毛球比賽     | 其他       | 混合團體 | －         | 銅牌   |
| 2022年 | 東南亞大學運動會羽毛球比賽   | 其他       | 女子團體 | －         | 金牌   |
| 2022年 | 東南亞大學運動會羽毛球比賽   | 其他       | 女子雙打 | 張樂絢     | 金牌   |
| 2023年 | 夏季世界大學運動會羽毛球比賽 | 其他       | 混合團體 | －         | 銅牌   |
| 2023年 | 馬來西亞羽毛球國際挑戰賽     | 國際挑戰賽 | 混合雙打 | Faris Zaim | 準決賽 |
| 2024年 | 馬來西亞羽毛球國際挑戰賽     | 國際挑戰賽 | 女子雙打 | 黃琪媗     | 準決賽 |
| 2024年 | 馬來西亞羽毛球國際挑戰賽     | 國際挑戰賽 | 混合雙打 | 劉奕勝     | 準決賽 |
| 2024年 | 吉隆坡羽毛球大師賽           | 超級100賽  | 女子雙打 | 黃琪媗     | 準決賽 |
| 2024年 | 尼泊爾羽毛球國際挑戰賽       | 國際挑戰賽 | 女子雙打 | 吉蘇娜     | 冠軍   |
| 2024年 | 尼泊爾羽毛球國際挑戰賽       | 國際挑戰賽 | 混合雙打 | 劉奕勝     | 冠軍   |

| 2007-2017年 | 首要超級賽 | 超級賽 | 黃金大獎賽 | 大獎賽 | 國際挑戰賽 | 國際系列賽 | 未來系列賽 | 其他 |

| 2018-2026年 | 總決賽 | 超級1000賽 | 超級750賽 | 超級500賽 | 超級300賽 | 超級100賽 | 國際挑戰賽 | 國際系列賽 | 未來系列賽 | 其他 |

### 奧運會和世錦賽參賽紀錄
|          | 2017 |
| -------- | ---- |
| 女子單打 | 32強 |